# すわ親治
すわ 親治（すわ しんじ、1952年〈昭和27年〉11月14日 - ）は、日本のコメディアン、タレント、俳優。旧芸名はすわ しんじ。本名は諏訪園 親治（すわぞの ちかはる）で、本名名義で活動することもある。
ザ・ドリフターズの元付き人で、「ドリフ第六の男」とも言われる。ザ・ニュースペーパーの元メンバーでもある。

## 来歴

### ドリフ入りまで
鹿児島県鹿児島市吉野町で生まれ育ち、中学および鹿児島実業高等学校時代はバンド活動を行っていた。当初はベンチャーズに傾倒する音楽少年であったが、『8時だョ!全員集合』を見るようになって、ドリフに憧れ、音楽の要素の入ったお笑いを目指すようになる。
お笑い芸人を目指し1970年に上京する。当初は同郷のフランキー堺に弟子入りするつもりだったが、すれ違いが起こり弟子入りを果たせなかった。
その後、ドリフターズのバンドボーイ募集の新聞広告を見つけ応募するも、最終面接で落ちる。それでもと懇願したところ、加藤茶の運転手として採用される。

### ドリフ時代
1972年頃、いかりや長介に弟子入りし、いかりやの付き人に昇格する。この頃、いかりやにより「すわしんじ」という芸名を与えられる。
ギターの奏術に長けていたが、ドリフターズの音楽活動では加藤茶が前に出られるようにドラマーを担当することもあった。
『全員集合』のコントでは、兄弟子の志村けんよりも先に舞台デビュー。「ブルース・リーの物真似」など奇怪なキャラクターで人気を博す。その他「鏡の写し像」、「幽霊」、「ハイトーンの馬のいななきにも似た笑い声」、志村加入後も『飛べ!孫悟空』の馬の役などの活躍を見せ、荒井注脱退後には芸能雑誌に「正規メンバーに昇格か」との予測記事が載せられることもあった。
なお1975年6月10日の火曜ワイドスペシャルでのドリフターズ大逆襲では74年の全員集合における志村同様、ドリフ見習としてクレジットされている。
結局、正メンバーに昇格することなく、全員集合が終了した後1986年にフリーとなる。

### ドリフ脱退後
ドリフ脱退後は、しばらく水道会社に勤めていた。そのサラリーマン時代に工事用の手押し車（猫車）ダンスのギャグを密かに開発し、芸能界に復帰した。復活後の芸名を「すわ親治」に変更する。コントグループ（正式には「劇団」）ザ・ニュースペーパーに参加。一時期はリーダー的存在でもあった。
1988年『ファミっ子大集合』の司会でテレビに復帰した。その後、ザ・ニュースペーパーが話題となり『上岡龍太郎にはダマされないぞ』にレギュラー出演する。志村の誘いもあり『加トちゃんケンちゃんごきげんテレビ』『志村けんのだいじょうぶだぁ』にもゲスト出演し志村と絡んでいた。
2001年、NHK『思い出のメロディー』でドリフが出演した際、彼も楽曲「ゴー・ウエスト」のコーナーに馬役で出演した（本名の諏訪園親治名義での出演）。2002年には舞台「ありがとうサボテン先生」でかつての師匠いかりやと共演している。そしていかりや長介の葬儀の際ドリフの正メンバー4人と一緒に棺を担いでいる。さらに政治風刺ライブ&冗談音楽の「他言無用」、そのリニューアルである「はだかの王様」を松崎菊也、石倉直樹とともに年に4回程公演、沢田研二主演の音楽劇に出演するほか、「すわ親治ひとりコメディ」、「下町ライヴ」などを行っている。季刊『酒とつまみ』（酒とつまみ社発行）には「怪物コメディアンすわ親治の酒は体に悪いぞ〜」（2007年12月発行第10号で9回目）を連載している。
2008年3月には自ら企画したCD『ヘバダバ/俺の翼』をリリースした。
2013年2月9日から3月30日まで時代劇専門チャンネルで放送した『料理昔ばなし 〜再現!江戸時代のレシピ〜』にレギュラー出演。毎回紹介される再現メニューで、その料理の腕前を披露している。
2020年3月29日の志村けん死去の時は「とにかく今は、ただただ、ご冥福をお祈りするとしか…。もう30年も志村さんとは会っていないですし、僕がメンバーを差し置いて何かお話しするのはね…」「昔からよく言われるんですけど、僕が“6人目のドリフ”だというのは、みなさんの間違いなんです。正しくは志村さんが先輩で、僕は志村さんの4年も後に入った後輩。だから、本当の6人目は志村さんなんです。僕はただの付き人ですから」「（すわが正式メンバーになれなかったことについて）いやいや、そんなことはありませんよ。順番からいっても志村さんだったし、何よりあのとき、僕自身は“ドリフに入りたい”とは思っていなかったですしね（笑）」とコメントした。
2022年から2024年まで、コーラスとして沢田研二のコンサートツアーに帯同した。
2023年1月1日に放送された『ドリフに大挑戦！あけましていい正月だなSP』にて「雷様コント」「神主と巫女コント」に出演。高木ブー、加藤と共演した。

## 人物・エピソード
- 加藤の運転手を務めていたとき、余りの運転の荒さに加藤の車をかなり傷つけていた[注釈 5]。ただし多忙な加藤は車内ではずっと寝ていたため、すわから真相を聞くまで全く気づいていなかったという。
- すわの人気を高めたブルース・リー役ではあったが、その動きの激しさに腰を痛める。しかし自身の出番が減ることを恐れ、病院に通いながら出演を続けていた[9]。
- すわのプロフィールでは「ドリフ見習い」と紹介されることが多く、また自らのことを「ドリフ見習い」だったと表現している。しかしいかりやの著書によれば、正式な見習いでは無い[注釈 6]。
- 前記のとおり『全員集合』に出演したのは兄弟子の志村より先であった[注釈 7]。
- ドリフ時代から仲が良かった志村に目をかけられていたことから、ギャグをレクチャーされてコンビ相手に誘われたが、志村が偉大過ぎるという理由であえて断わったことがある。そして『加トちゃんケンちゃんごきげんテレビ』や『志村けんのだいじょうぶだぁ』に志村の誘いでゲスト出演をしていた。志村は、すわのコメディアンとしての資質をいかりや以上に高く評価している。すわと志村はコンビを組まずに居たが、志村の誘いを断ったことがピン活動の原点であると語っている。
- 師匠のいかりやからは2年ごとに「いよいよお前の出番だな。身辺整理をしとけよ」とメンバー昇格をにおわす事をたびたび言われていた。しかしずるずると先延ばしにした結果、すわの活躍の機会を用意できぬまま脱退に追い込んでしまった、といかりやはひどく悔やんでいた[10]。
- すわによるとドリフ付き人時代、志村は大変よく面倒をみてくれており、志村から頻繁に酒や食事をおごって貰いさらに小遣いをくれたりしたという。しかし、いかりやはかなりケチで、そういうことはほとんどなかったそうである。これをネタにして志村とコントをしたこともあった。

## ギャグ・キャラクター
- ブルース・リーのものまね
  - 『全員集合』のコントの最中に脈絡も無く突然出現。「アチョー」という怪鳥音を発しながら加藤に襲い掛かり、加藤の手刀を受け、舌をレロレロと動かす。また、加藤のくしゃみにより倒れる。当初は衣装も本物を真似ていたが、途中からは全身白塗りで登場するようになる。
  - ネタの発案はいかりやで[11]、ブルース・リーのブームに乗ったギャグであったが、すわの知名度を高めた。
- 鏡男
  - 主に志村けんとの絡みで、鏡に映る志村の動きをマネする。マルクス兄弟の映画『我輩はカモである』を真似ている。途中、志村がバナナを食べようとしたり、バレーボールを放り上げようとしたりするフェイントに引っかかってバレるというのが通例。
- オカマキャラ
  - 『ドリフ大爆笑』で志村と「もしもオカマの不動産屋がいたら」を演じる。
- 太鼓叩き
  - 『ドリフ大爆笑』で「もしもやたら威勢の良い銭湯があったら」「もしもこんな床屋さんがあったら」（リクエストコントを除く）の太鼓叩きを演じる。
- 仏像、ミイラ、河童など
  - 『全員集合』のコントで、動かないはずの物体に扮し、隙をみて背後から志村らを襲う。
- 馬
- 奇怪な笑い声
- 顔芸
- ネコ車ダンス
  - 工事現場で資材運搬に使われる手押し車（猫車）を人に見立て、マンボの音楽に合わせて踊る。会社員時代に猫車は綺麗に回転する事を発見し、自前で猫車を購入し、この芸をものにしたという。
- 三歳児の服を着る
- 金丸信のものまね（ザ・ニュース・ペーパー時代）
- エアギター
  - 日本でエアギターがブームになる10数年前から実践している。スコップなどをギターに見立てて激しく演技する。
- 怪しい流しの替え歌
  - 『志村けんのだいじょうぶだぁ』内のコントで披露。会社員に扮した志村が同僚（田代まさしなど）と一杯やっている居酒屋（居酒屋の大将の役は桑野信義）にしつこくやってくる流しの歌手という設定。際どい下ネタ混じり、あるいはダジャレ混じり、ブラックジョークなどの替え歌を披露し、志村にハリセンでつっこまれる。回が重なるにつれ流しの登場が強引になって来る（呼んでもないのに登場する、小料理屋に備え付けられたカラオケの歌に割って入り替え歌を歌う、小料理屋帰りにタクシーを呼んだら運転手が流しだった、ビアガーデンに行ったらウェイターが流しだった）。
  - チェッカーズ／あの娘とスキャンダル　の替え歌で「♪あの娘とスキャンダル あの娘の留守にウォウ ウォウ ウォ、穿いてみたいなスキャンティー」
  - オフコース／さよなら　の替え歌で「♪モウ、牛が鳴く〜、ニャ〜、猫が鳴く〜」
  - 新谷のり子／フランシーヌの場合　の替え歌で「♪腐乱死体の場合は〜」
  - 島倉千代子／恋しているんだもん　の替え歌で「♪小雪と小夏孕ませて〜」
  - ジェリー藤尾／遠くへ行きたい　の替え歌で「♪知らない街を 燃やしてみたい〜」
  - 世良公則&ツイスト／燃えろいい女　の替え歌で「♪燃えろ!いいおうち〜。燃えろ!マンション〜貧しすぎる〜 俺が火を付けた〜。」
  - 中条きよし／うそ　の替え歌で「♪折れたタバコの吸い殻で　あなたの糞がわかるのよ〜」
  - 都はるみ・岡千秋／浪花恋しぐれ　の替え歌で「♪芸のためなら 女房も犯す〜」
  - 内山田洋とクール・ファイブ／東京砂漠　の替え歌で「♪ああ、あなたがいれば〜 ああ私は差し歯〜」
  - 松任谷由実／ルージュの伝言　の替え歌で「♪あの人の パパに犯されて〜」
  - こいのぼり(童謡)　の替え歌で「♪馬場より弱い豊登〜」
  - シャネルズ／ランナウェイ　の替え歌で「♪旦那上い 女房が下さ 旦那上い」（正常位の暗喩）
  - 島倉千代子／東京だよおっ母さん　の替え歌で「♪久しぶりに 人轢いて」
  - 江利チエミ／酒場にて　の替え歌で「♪好きで子犬を 食べちゃいないわ〜」
  - 柏原芳恵／ハロー・グッバイ　の替え歌で「♪子猫のおいしい 喫茶店〜」
  - 美空ひばり／真赤な太陽　の替え歌で「♪真赤に燃えた アパートだから〜」
  - 五木ひろし／長崎から船に乗って　の替え歌で「♪長崎から船に乗って 神戸で 吐いた〜」
  - 岡本敦郎／高原列車は行く　の替え歌で「♪汽車の窓から ハンケチ振れば 牧場の乙女が 肥担桶投げる〜」
  - よしだたくろう／人間なんて　の替え歌で「♪人間なんて ママ〜マ〜 マママ〜 マ〜マ〜」
  - 一度だけ、まともに歌えという志村からの要請に応じまともに歌ったが（井上陽水の『傘がない』）、まとも過ぎて笑い所がないという理由でハリセンで叩かれた[注釈 8]。
- 怪しい流しのしゃべり
  - すわ扮する流しは、コント中に、志村などに向かってシュールなギャグを連発する。
  - 「うちの家族には、3人の子供がいまして、この子たちが可愛いんです。隣のおじさんそっくりで・・・・」
  - 「隣のおじさんの所は4人の子供がいまして、これが全員私に似てるんですねぇ。」
  - 「仕事がうまくいかないもんですから、子供たちに『お前たちは20キロ米を食うだろ、それを半分にしてくれないかな？』と言ったら、『大丈夫、10キロに減らす。』どう思います!?」
  - 「うちの女房「ゆきみ」って言うんですがね、怒ると不気味なんです・・・・」
  - 「歌は世につれ、世は歌につれ、江戸川では沙魚が釣れ。」
- その他
  - 『ドリフ大爆笑』1984年11月放送分にて、志村・加藤の床屋コントで、なされるがままの客を演じる。

## 出演
ザ・ドリフターズとしての出演作品はザ・ドリフターズを参照。
ザ・ニュースペーパーとしての出演作品はザ・ニュースペーパーを参照。

### テレビ
- ドリフ大爆笑（フジテレビ）
- 加トちゃんケンちゃんごきげんテレビ（TBS）
- 志村けんのだいじょうぶだぁ（フジテレビ）
- 志村けんはいかがでしょう（フジテレビ）
- 冗談ストリート（TBS）
- 月曜ミステリー劇場 弁護士・猪狩文助（TBS）
- 愛の劇場 ぽっかぽか　第1週・派出所の警官 役（TBS）
- 金曜エンターテイメント 壁際の税務官（フジテレビ）
- ファミっ子大集合（テレビ東京）
- 日曜ビッグスペシャル 「元祖！！ザ・きもダメシ」(1986年、テレビ東京)
- 思い出のメロディー (2001年、NHK)
- サイコドクター（2002年、日本テレビ系列）[12]
- 月曜ミステリー劇場「人情質屋の事件台帳2 悪徳商法殺人事件」（2002年、TBS系列）[12]
- 女と愛とミステリー「逃げ口上〜路線バス爆破事件!」（2002年、BSジャパン）[12]
- 金曜エンタテイメント「壁ぎわ税務官 ライバル登場編」（2002年、フジテレビ系列、）[12] - 皮萩釣男 役
- 土曜ワイド劇場「ぽっかや事件カルテ（3）日本最南端駅から消えた少年 桜島〜霧島〜指宿開聞岳〜」（2003年、テレビ朝日系列）[12]
- 土曜ワイド劇場「挑戦する女・弁護士 七尾響子」（2006年、テレビ朝日系列）[12]
- Mother（2010年、日本テレビ系列） - 室蘭の漁師・後藤 役
- 土曜ワイド劇場「大崎郁三の事件散歩」（2012年、テレビ朝日系列） - シゲちゃん 役
- 料理昔ばなし 〜再現!江戸時代のレシピ〜（2013年、時代劇専門チャンネル） - 佐吉 役
- Woman（2013年、日本テレビ系列） - 津川 役
- 55歳からのハローライフ 第5話（最終話）（2014年、NHK） - ホームレス 役
- 孤独のグルメ Season4 第12話（2014年9月24日、テレビ東京） - 高橋 役
- すべてがFになる 第3話・第4話（2014年、フジテレビ） - 吉村益男 役
- ON 異常犯罪捜査官・藤堂比奈子（2016年） - 浦沢清 役
- 連続テレビ小説「とと姉ちゃん」第32話・第61話（2016年、NHK総合）- 呑み屋の主人 役
- バイプレイヤーズ 〜もしも6人の名脇役がシェアハウスで暮らしたら〜 第2話（2017年1月21日、テレビ東京） - 「相方」監督 役
- おんな城主 直虎（2017年、NHK総合） - 又吉 役
- 西郷どん（2018年、NHK総合） - 島津忠剛 役

### 映画
- 千年火
- 大事件だよ全員集合!!（1973年）
- 超能力だよ全員集合!!（1974年）
- 正義だ!味方だ!全員集合!!（1975年）
- 踊る大捜査線 THE FINAL 新たなる希望（2012年）

### Vシネマ
- 首領への道 - 第20話。津田沼組組長・津田沼文太役
- 実録・竹中正久の生涯 荒らぶる獅子

### ライブ
- はだかの王様vol.4（2007年12月8日、9日 三宅坂ホール）
- ひとりコメディ（2008年2月3日 新宿ゴールデン街劇場）
- はだかの王様vol.5（2008年3月8日、9日 三宅坂ホール）
- 下町ライヴ（2008年3月15日 増幸亭）
- はだかの王様vol.6（2008年6月14日、15日 三宅坂ホール）
- ひとりコメディ9（2008年7月26日、27日 新宿ゴールデン街劇場）
- はだかの王様vol.7（2008年9月6日 三宅坂ホール）
- はだかの王様vol.8（2008年12月6日 三宅坂ホール）
- はだかの王様vol.9（2009年2月28日 三宅坂ホール）
- はだかの王様vol.10（2009年6月13日 三宅坂ホール）
- はだかの王様風刺音楽編（2009年7月16日、8月10日 新宿ゴールデン街劇場）
- はだかの王様vol.11（2009年9月5日 三宅坂ホール）
- はだかの王様vol.12（2009年12月5日 三宅坂ホール）
- はだかの王様vol.13（2010年4月24日 三宅坂ホール）
- 沢田研二 2022「初詣ライブ」※コーラス担当 （2022年1月）
- 沢田研二 LIVE 2022-2023「まだまだ一生懸命」（2022年7月 - 2023年6月）
- 沢田研二 LIVE 2022-2023「まだまだ一生懸命PARTII」（2023年9月、11月）
- 沢田研二 正月LIVE 2024「甲辰 静かなる岩」（2024年1月）
- 沢田研二 LIVE 2024「甲辰 静かなる岩」（2024年4月 - 7月、9月、11月）

### CD
- ヘバダバ/俺の翼（2008年3月8日発売）

### 舞台
- ありがとうサボテン先生（2002年）
- 歌劇　人情酸漿蛍（2004年）
- 音楽劇　センセイの鞄（2005年）
- アヴェ・マリターレ!（2009年、全労済ホールスペース・ゼロ）
- 音楽劇　探偵ー哀しきチェイサー（2009年、新宿紀伊国屋サザンシアター）
- 音楽劇　新・センセイの鞄（2010年）

### 雑誌連載
- 怪物コメディアンすわ親治の「酒は体に悪いぞ〜」（「酒とつまみ」）